# Остроп'ятово
Остроп'я́тово (рос. Остропятово) — присілок у складі Сладковського району Тюменської області, Росія.
Населення — 73 особи (2010, 81 у 2002).
Національний склад станом на 2002 рік:
- росіяни — 61 %
- казахи — 36 %